# مارتینه اک هاگن
مارتینه اک هاگن (انگلیسی: Martine Ek Hagen؛ زادهٔ ۴ آوریل ۱۹۹۱) اسکی‌باز صحرانوردی اهل نروژ است.